# Abies spectabilis
Abies spectabilis là một loài thực vật hạt trần trong họ Thông. Loài này được (D.Don) Mirb. miêu tả khoa học đầu tiên năm 1825.